# Liste des Justes du Val-de-Marne
 (décembre 2014).
Cette liste des Justes du Val-de-Marne recense les quarante-quatre personnes ayant reçu le titre de Juste parmi les nations par le Comité pour Yad Vashem, dont le nom figure sur le Mur d'honneur du Jardin des Justes, résidant dans le territoire du Val-de-Marne, département français de la Seine à l'époque. 

## Liste alphabétique

### Sources
- Site officiel du Comité français pour Yad Vashem[1]

### Liste
- Valentine Barrau Guiot, Le Perreux-sur-Marne
- Julie Barrau, Le Perreux-sur-Marne
- Roger Belbéoch, Paris, Nogent-sur-Marne, Saint Maurice, Joinville-le-Pont
- Jean-Baptiste Biewer, Sucy-en-Brie
- Louise Biewer, Sucy-en-Brie
- Hélène Bindel, Ivry-sur-Seine, Moussy-Verneuil
- Jean Bindel, Ivry-sur-Seine, Montreuil-aux-Lions
- René Bindel, Ivry-sur-Seine, Montreuil-aux-Lions
- Jacques Bories, Ivry-sur-Seine
- Berthe Bousson, Boissy-Saint-Léger
- François Bousson, Boissy-Saint-Léger
- Francine Burtin, Saint-Maur-des-Fossés
- François Burtin, Saint-Maur-des-Fossés
- Albertine Cardin, Gentilly
- Joseph-Marie Cardin, Gentilly
- Charlotte Chevallier, Champigny-sur-Marne
- René Chevallier, Champigny-sur-Marne
- Charles Collenot, Précy-sous-Thil, Saint-Maur-des-Fossés
- Georges Cordier, Saint-Maur-des-Fossés
- Louis Cordier, Saint-Maur-des-Fossés
- Pauline Cordier, Saint-Maur-des-Fossés
- Simone Cordier, Saint-Maur-des-Fossés
- André Delaplace, Vincennes
- François Emmanuelli, Saint-Maur-des-Fossés
- Yvonne Emmanuelli, Saint-Maur-des-Fossés
- Antoine Géraud, Sucy-en-Brie
- Ellen Géraud, Sucy-en-Brie
- Lucien Granger, Villeneuve-Saint-Georges
- Marthe Laborde, Créteil
- Marc Laboure, Thiais
- Albert Lecocq, Champigny-sur-Marne
- Élia Lecocq, Champigny-sur-Marne
- François Lizzardi, Fontenay-sous-Bois
- Henriette Lizzardi, Fontenay-sous-Bois
- Albert Loilier, Saint-Maur-des-Fossés
- Fernande Loilier, Saint-Maur-des-Fossés
- Josèphe-Marie Masse Cardin, Gentilly
- Francis Melisson, Mandres-les-Roses
- Julienne Melisson, Mandres-les-Roses
- Marcelle Noël, Saint-Maur-des-Fossés
- Amélie Perret, Saint-Maur-des-Fossés, Chêne-en-Semine
- Georges Perret, Saint-Maur-des-Fossés
- Marcel Sternfeld, Saint-Maur-des-Fossés
- Madeleine Touraine Quinquet, Champigny-sur-Marne
- Yvette Trachtenberg, Ivry-sur-Seine
- Renée Vérité, Saint-Maur-des-Fossés, Moyenneville

### Remarques
La liste diffusée par le Comité français pour Yad Vashem ne donne pas, pour le Val-de-Marne, les noms de Roger Belbéoch, rattaché à Paris, ni de Charles Collenot, rattaché à la Côte-d'Or. La liste contient par contre les noms d’Antoine et Dorine Carini avec l’indication « Les Richardets » qui correspond à un quartier de la commune de Noisy-le-Grand.
La liste diffusée par l'AJPN (Anonymes, Justes et Persécutés durant la période nazie dans les communes de France) contient les 44 noms mentionnés ci-dessus. Antoine et Dorine Carini sont, dans cette liste, rattachés à la Seine-Saint-Denis.

## Pour approfondir